# In quarto
In tipografia, l'in-quarto o in-4º è un formato dei libri.

## Formato

### Nell'antichità
Nei libri antichi il formato in-quarto si otteneva piegando due volte un foglio intero, la prima volta lungo il lato minore, la seconda lungo il lato maggiore. Il fascicolo o segnatura constava di 8 pagine ossia 4 carte, da cui il nome del formato. I filoni, cioè i segni della vergatura più distanziati tra loro simili appunto a grossi fili visibili in controluce nella carta, erano orizzontali, mentre la filigrana si trovava nella parte centrale vicino alla cucitura.

### Oggi
Nei libri moderni il formato in-quarto è dato dall'altezza del libro, misurata al frontespizio, variabile convenzionalmente da 28 a 38 cm.